# Shayan Fathi

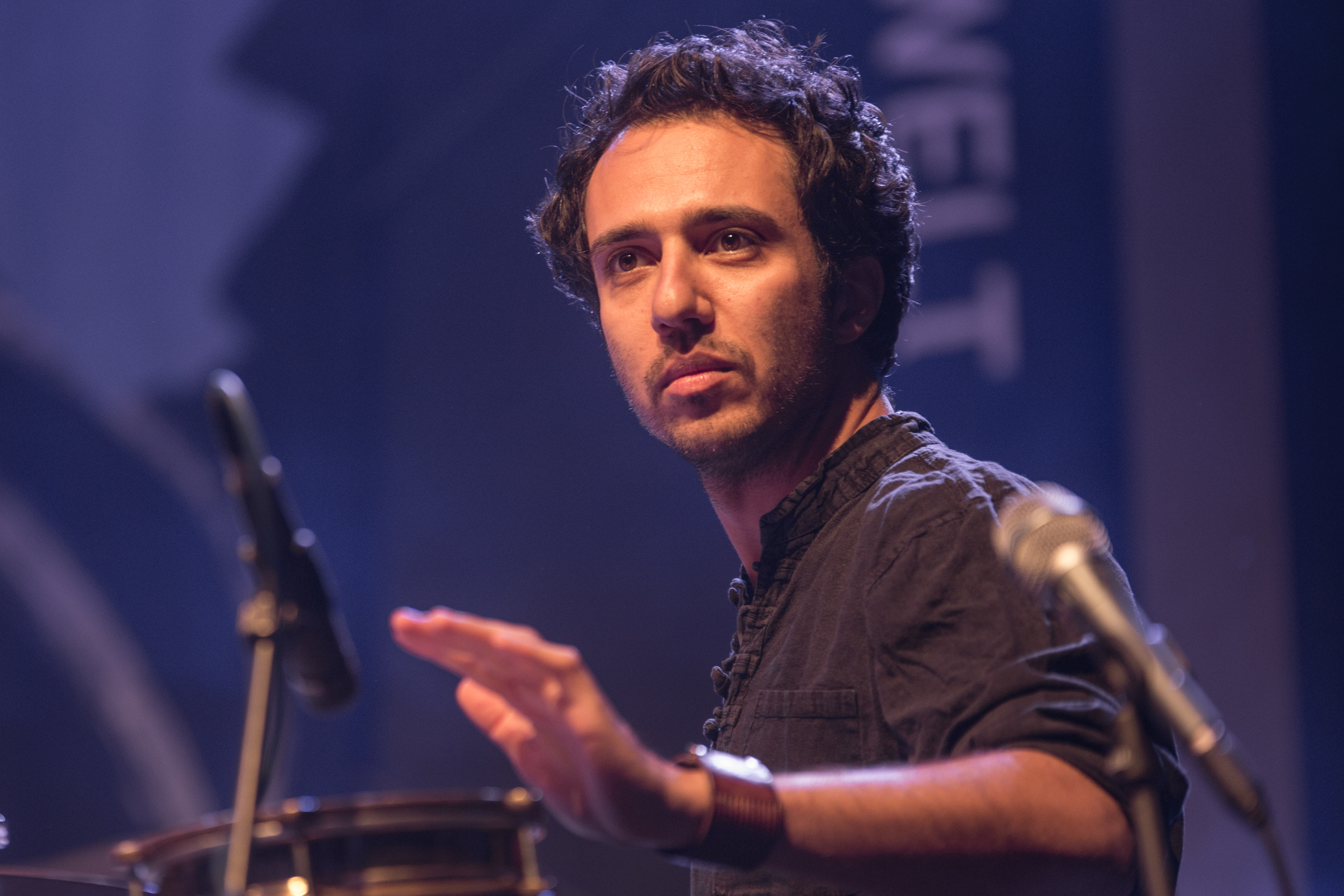
Shayan Fathi mit der Band Damahi auf dem Rudolstadt-Festival 2019

Shayan Fathi (* 1985 in Teheran) ist ein österreichischer Perkussionist iranischer Herkunft, der sowohl im Bereich der Weltmusik als auch des Jazz tätig ist.

## Leben und Wirken
Fathi begann im Alter von acht Jahren Klavier zu spielen; als er zehn Jahre alt war, kamen Schlagzeug und Perkussionsinstrumente hinzu. Als Jugendlicher in Österreich spielte er, hauptsächlich von lateinamerikanischer Musik beeinflusst, in verschiedenen Gruppen. Mit 16 Jahren begann er mit dem Studium des Jazz-Schlagzeugs am Konservatorium in Wien. Zwischen 2001 und 2003 gewann er mehrmals Preise, wie z. B. ein Stipendium für das Drummer’s Collective New York.
Nach dem Studium arbeitete er mit Harry Sokal, Alegre Corrêa und Count Basic zusammen, und zudem mit Dana Gillespie, Mono & Nikitaman, dem Fagner Wesley Quartet (Meu Toque 2015), dem Superfly Radio Orchestra, Rodney Hunter, Vera Böhnisch, den Rounder Girls, Mamadou Diabate und Antonio Lizana. 
Mit dem Quartett ShadooMusic legte er 2012 das Album Edition Leopold vor. Mit der Sängerin Golnar Shahyar und dem Gitarristen Mahan Mirarab gründete er das Weltmusiktrio Sehrang, das ausgehend von iranischer Musik 2014 das Album Dar Lahze veröffentlichte. Er ist auch auf Alben von Klaus Waldeck, Iris Camaa, Dzihan & Kamien, Anna László, Martin Reiter und Zeebee zu hören.
Fathi ist Mitglied der 2014 von Dara Daraee gegründeten iranischen Band Damahi.